# Isabel Sanford
Isabel Sanford, pseudonimo di Eloise Gwendolyn Sanford (New York, 29 agosto 1917 – Los Angeles, 9 luglio 2004), è stata un'attrice statunitense, nota principalmente per aver interpretato il ruolo di Louise "Wizzie" Jefferson in 253 episodi della serie televisiva I Jefferson, dal 1975 al 1985.

## Biografia
Nata nel quartiere di Harlem, Isabel Sanford si posizionò al terzo posto in un concorso dell'Apollo Theater e iniziò a lavorare come donna delle pulizie. Successivamente aderì all'American Negro Theater e iniziò a recitare a Broadway. Nel 1960 si trasferì a Los Angeles e debuttò come attrice cinematografica con Indovina chi viene a cena? (1967), diretto da Stanley Kramer, in cui interpretò il ruolo di Tilly Binks, la governante di Matt e Christina Drayton (Spencer Tracy e Katharine Hepburn).
Nel 1971 la Sanford iniziò ad interpretare Louise "Weezie" Jefferson nella serie Arcibaldo e dal 1975 riprese il ruolo nella serie I Jefferson, spin-off di Arcibaldo. Grazie a I Jefferson la Sanford fu la prima donna afroamericana a vincere un Emmy Award, nel 1981, come miglior attrice in una serie comica. Per la sua interpretazione di Louise, la Sanford ottenne anche cinque candidature ai Golden Globe, come miglior attrice in una serie commedia o musical, e in suo onore fu posta una stella con il suo nome sulla celebre Hollywood Walk of Fame.
Al termine della serie I Jefferson la Sanford continuò ad apparire insieme a Sherman Hemsley (interprete del ruolo di George Jefferson), in molti spot pubblicitari, quindi tornò ad interpretare il ruolo di Louise Jefferson in due episodi della serie Willy, il principe di Bel-Air, e apparve in altre serie quali Strepitose Parkers e Lois & Clark - Le nuove avventure di Superman, e in film quali Sfida finale (1996), diretto da Larry Cohen, e Sprung (1997), diretto da Rusty Cundieff.

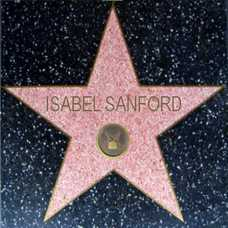
La stella di Isabel Sanford sulla Hollywood Walk of Fame

Morì il 9 luglio 2004 per arresto cardiaco, all'età di 86 anni.

## Filmografia parziale

### Attrice

#### Cinema
- Indovina chi viene a cena? (Guess Who's Coming to Dinner), regia di Stanley Kramer (1967)
- I nuovi centurioni (The New Centurions), regia di Richard Fleischer (1972)
- La signora del blues (Lady Sings the Blues), regia di Sidney J. Furie (1972)
- Amore al primo morso (Love at First Bite), regia di Stan Dragoti (1979)
- Una chiamata nella notte (South Beach), regia di Fred Williamson e Alain Zaloum (1992)
- Sfida finale (Original Gangstas), regia di Larry Cohen (1996)
- Sprung, regia di Rusty Cundieff (1997)
- Mafia! (Jane Austen's Mafia!), regia di Jim Abrahams (1998)

#### Televisione
- Vita da strega (Bewitched) – serie TV, 1 episodio (1968)
- Mod Squad, i ragazzi di Greer (The Mod Squad) – serie TV 1 episodio (1968)
- The Carol Burnett Show – serie TV, 4 episodi (1968-1969)
- Daniel Boone – serie TV, 1 episodio (1970)
- The Bill Cosby Show – serie TV, 2 episodi (1970-1971)
- Los Angeles: ospedale nord (The Interns) – serie TV, 1 episodio (1971)
- Arcibaldo (All in the Family) – serie TV, 26 episodi (1971-1979)
- Mary Tyler Moore – serie TV, 1 episodio (1972)
- Love, American Style – serie TV, 2 episodi (1971-1972)
- Kojak – serie TV, episodio 1x14 (1974)
- I Jefferson (The Jeffersons) – serie TV, 252 episodi (1975-1985)
- Love Boat (The Love Boat) – serie TV, 2 episodi (1980-1983)
- Lois & Clark - Le nuove avventure di Superman (Lois & Clark: The New Adventures of Superman) – serie TV, 1 episodio (1994)
- Mr. Cooper (Hangin' with Mr. Cooper) –  serie TV, 1 episodio (1994)
- Pappa e ciccia (Roseanne) – serie TV, 1 episodio  (1995) - (cameo)
- Willy, il principe di Bel-Air (The Fresh Prince of Bel-Air) – serie TV, 2 episodi (1995-1996)
- Cybill – serie TV, episodio 2x18 (1996)
- Un angelo poco... custode (Teen Angel) – serie TV, 1 episodio (1997)
- Strepitose Parkers (The Parkers) – serie TV, 1 episodio (2001)
- Febbre d'amore (The Young and the Restless) – serie TV, 1 episodio (2002)

### Doppiatrice
- Aspettando il ritorno di papà (1972, 1 episodio)
- Il cucciolo Scooby-Doo (1988, 1 episodio)
- Pepper Ann (1998, 1 episodio)
- I Simpson (2004, se stessa, 1 episodio)

## Riconoscimenti
- Primetime Emmy Awards
  - 1981 – Migliore attrice protagonista in una serie commedia per I Jefferson

## Doppiatrici italiane
- Isa Di Marzio in Arcibaldo, I Jefferson, Willy, il principe di Bel Air
- Lydia Simoneschi in Indovina chi viene a cena?